# Hanna Berger

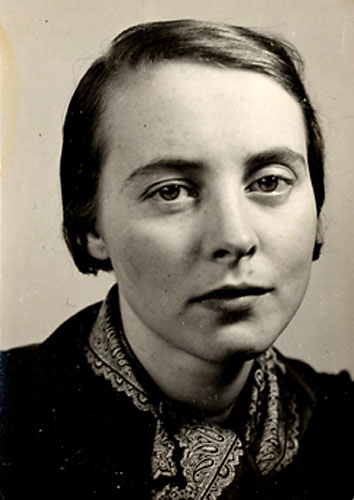
Hanna Berger

Hanna Berger (* 23. August 1910 als Johanna Elisabeth Hochleitner in Wien; † 15. Januar 1962 in Ost-Berlin) war eine österreichische Tänzerin, Choreografin, Pädagogin, Regisseurin, Theaterleiterin, Autorin und Nazigegnerin.

## Leben und Wirken
Hanna Berger wuchs im Arbeiter-Bezirk Meidling auf. Ab ihrem 14. Lebensjahr erhielt sie Klavierunterricht. Ab 1923 führte sie den Familiennamen Köllchen, 1926 heiratete sie Leopold Berger, einen Maschinenmeister der Südbahn. 1927/28 wurde sie Mitglied der Kommunistischen Partei. Von 1929 bis 1934 studierte sie in Berlin Modernen Tanz bei Jonny Ahemm, Vera Skoronel, Gertrud Wienecke und bei Mary Wigman in Dresden. In dieser Zeit begann ihre Beziehung zu dem Bildhauer Fritz Cremer, die bis 1950 dauerte.

## Künstlerische Karriere
Berger wurde 1935 in das Tournee-Ensemble von Mary Wigman und 1936 in jenes von Trudi Schoop für eine USA-Tournee aufgenommen. Ihre Kenntnisse des Modernen Tanzes ergänzt sie an den „Deutschen Meisterstätten für Tanz“ in Berlin. Im Oktober 1937 debütierte sie als Choreografin und Tänzerin eines elfteiligen Solo-Abends im Berliner Bach-Saal. Die zeitkritische Gestaltung ihres Solos „Krieger“ (Geräuschmusik von Keßler) zwang sie zur Flucht aus dem nationalsozialistischen Deutschland. Kritik an der faschistischen Diktatur hatte sie bis dahin nur unter Pseudonym in der Schweizer Zeitschrift „Der Bühnenkünstler“ (1936) geübt.
Ihr Wiener Debüt gab sie im Dezember 1937 im Großen Saal der Urania. In Berlin trat sie u. a. 1939 in einer Matinee in der Volksbühne mit Gret Palucca auf.
Nach umfangreicher Tätigkeit in Italien wurde Berger zusammen mit Cremer in Berlin im Widerstand der Schulze-Boysen-Gruppe aktiv. 1942 wurde sie in Posen wegen „Verdachts der Vorbereitung zum Hochverrat“ verhaftet. Ihr wurde die „Ermöglichung staatsfeindlicher kommunistischer Zusammenkünfte in ihrer Wohnung“ angelastet. Aus Mangel an Beweisen und nach Fürsprache zahlreicher prominenter Persönlichkeiten, darunter der Tänzerin Marianne Vogelsang, wurde Berger nach mehrmonatiger Haft am 21. August 1943 vom 2. Senat des „Volksgerichtshofs“ in Berlin freigesprochen. Einer zweijährigen Lager-Zwangsarbeit, zu der sie verurteilt wurde, konnte sie während eines Bombardements in Berlin 1943 entgehen. Trotz einer Verwundung gelang es ihr, legal nach Wien zu reisen.
Nach Kriegsende arbeitete sie als Tanzkritikerin und als Autorin von Tanzlibretti und Filmdrehbüchern. Sie trat im Wiener Volkstheater und in Paris auf und lehrte das Fach Moderne Tanzform an der Akademie für Musik und darstellende Kunst. Bis 1950 leitete sie das private „Wiener Kindertheater“, aus dem später bekannt gewordene Künstler wie Christine Ostermayer, Klaus Löwitsch und Gerhard Senft hervorgingen. Das Tanzen der Soli „Solidarität“ (Eisler/Brecht) und „Kampfruf“ gehörte zu Bergers festem Programm.
Die Gründung der DDR führte bei ihr zu Überlegungen, dorthin überzusiedeln. 1956 übernahm sie an der Komischen Oper in Berlin-Ost die Bewegungsregie für die Janáček-Oper „Das schlaue Füchslein“, inszeniert von Walter Felsenstein. Bemühungen, unter Felsenstein als Leiterin eines Tanztheaters fest bestellt zu werden, scheiterten.
Bis zu ihrem frühen Tod pendelte sie zwischen Wien, Paris, Italien und der DDR sowie weiteren sozialistischen Ländern, ohne eine feste Heimat. Ihr Hauptwohnsitz blieb Wien.
Dort galt ihre kommunistische Überzeugung als Hindernis für die große Karriere. In der DDR konnte sie ihre künstlerische Persönlichkeit nicht ausleben, u. a. weil sie zu wenig dogmatisch war.
Nach Fritz Cremer wurde der Wiener Komponist Paul Kont Bergers Lebenspartner. Mit ihm gründet sie 1954 die Wiener Kammertanzgruppe. Er schrieb die Musik u. a. für drei Tanzstücke, die Berger 1956 („Getanzte Annoncen“ nach Schoop) und 1958 („Die traurigen Jäger“, „Amores Pastorales“) im Auftrag des Österreichischen Fernsehens in Szene setzte und choreografierte. Durch das Studium des Fachs Film-Gestaltung an der Wiener Musik-Akademie von 1955 bis 1957 hoffte sie bis zuletzt auf eine neue Karriere als Filmemacherin. Der Förderpreis der Stadt Wien 1959 ermöglichte ihr ein Studium bei Marcel Marceau in Paris. Als erste seiner Schüler erwarb sie ein Pädagogisches Diplom.
Hanna Berger starb am 15. Januar 1962 im Ost-Berliner Charité-Krankenhaus. Sie ist in einem ehrenhalber gewidmeten Grab am Meidlinger Friedhof (Abt. B, Gr. 14, Nr. 15) der Stadt Wien begraben.

## Rezeption
Bei der Matinee am 5. Jänner 1958 in der Wiener Urania gab Berger offiziell ihre Tänze an eine neue Generation weiter.
Die Tänzerin und Ballettlehrerin Mitterhuber erhielt das Solo „Unbekannte aus der Seine“ (Debussy).
Sie hatte von 1947 bis 1951 bei Berger an der Tanzabteilung der Wiener Akademie für Musik und darstellende Kunst studiert und war auch Mitwirkende des Berger-Tanzprogramms 1958.
Mit der Neueinstudierung dieses Solos, das seither von der Wiener Tänzerin Esther Koller getanzt wird, beginnt 1995 in Wien die Wiederentdeckung der zeitfühligen und visionären Berger (u. a. hatte sie die Gründung einer Tanzbühne und eines Tanzfilmmuseums vorgeschlagen).
Im Rahmen der Produktion „Tänze der Verfemten“ von Esther Linley nahm 1995 dieses Solo am Linzer Posthof eine zentrale Rolle ein. 2000 rekonstruierte Mitterhuber das Berger-Solo „Mimose“ (Casella), wieder mit Esther Koller, für das von Andrea Amort kuratierte Programm „Tanz im Exil“ im Wiener Akademietheater im Rahmen des Festivals tanz2000.at & ImPulsTanz.
2006 kuratierte Andrea Amort im Festspielhaus St. Pölten das Programm „Hanna Berger: Retouchings“: Die Choreografen Nikolaus Adler, Manfred Aichinger, Bernd Roger Bienert, Rose Breuss und Willi Dorner entwickelten auf Basis des fragmentarischen Werkes von Berger Neukreationen. Das Programm wurde bei Festivals in Washington, Braunschweig und Wien gezeigt. Esther Koller tanzte „Die Unbekannte aus der Seine“ zuletzt 2011 zur Eröffnung einer Ausstellung über die Leistungen der lehrenden Frauen an der Universität für Musik und darstellende Kunst in Wien. Zum 25. Jahrestag des Archivs an der Universität für Musik und darstellende Kunst, der am 9. November 2018 gefeiert wurde, übertrug Koller in einem Festakt das besondere Solo auf die Tänzerin Eva-Maria Schaller. Im Rahmen der von Andrea Amort kuratierten Ausstellung „Alles tanzt. Kosmos Wiener Tanzmoderne“ und dem Tanzprogramm „Rosalia Chladek Reenacted“ im Theatermuseum Wien brachte Schaller am 30. März 2019 eine erweiterte Fassung der „Unbekannten aus der Seine“ (mit ergänzter Musik von Matthias Kranebitter) und am 11. Oktober 2019 Bergers „Aufruf“ (Wien 1944) nach historischem Material neu angeeignet heraus. Im Rahmen des Wiener Festivals ImPulsTanz tanzte Schaller am 25. Juli 2021 im MuTh im Rahmen des Programms „Kosmos Wiener Tanzmoderne“ die „Unbekannte aus der Seine“ erstmals mit Live-Musik; ebendort zeigte Eva-Maria Schaller am 31. Juli 2021 einen gesamten Berger-Abend unter dem Titel „Recalling Her Dance - a choreographic encounter with Hanna Berger“.

## Schriften
- unter Pseudonym Ursula Tal: Über den deutschen Tanz und seine realen Inhalte. In: Der Bühnenkünstler, 1936 5/6, S. 7–9.
- unter Pseudonym Ursula Tal: Tanz im Stadion. In: Der Bühnenkünstler, 1936 7/8, S. 15–17.
- mit Kurt Pichler: Werkbeschreibungen, 1944. Deutsches Tanzarchiv Köln, Tanz-Archiv MUK Wien.
- Tanz als politischer Wille. In: Otto Basil (Hrsg.): Plan: Literatur. Kunst. Kultur (1945), Heft 3, S. 248–251.